# 조지 런던 (가수)

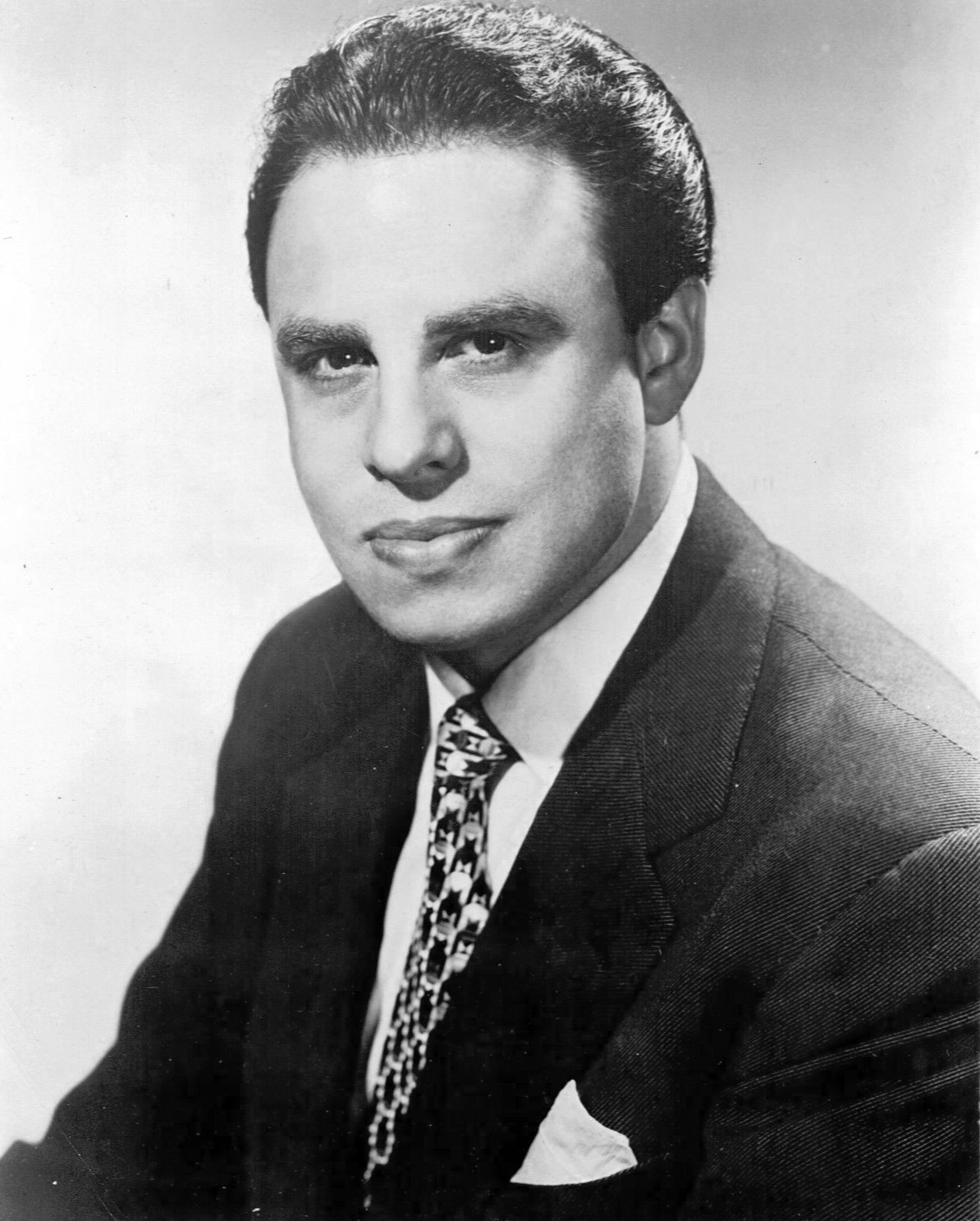
1953년

조지 런던(George London, 본명: 브르스스타인/George Burnstein, 1920년 5월 30일 ~ 1985년 3월 24일)은 미국의 콘서트, 오페라 베이스 바리톤 가수이다.
러시아계 부모에게서 캐나다의 몬트리올에서 태어났다. 로스앤젤레스에서 배우고 1942년 할리우드 볼에서 <춘희>의 의사역으로 첫무대에 올랐으나 이 무렵은 쇼에 출연했던 때였으므로 계속해서 뉴욕의 쇼 <사막의 노래>를 불렀다. 1946년에 오페라 가수로서 성공하기 위하여 유럽으로 갔으며 1949년에 브뤼셀에서 카를 베임의 오디션에 합격, 그 해 가을 빈 국립가극장과 계약을 하여 <아이다>의 아모나스로 역을 맡아 본격적으로 데뷔하였다. 1951년 이후로는 메트로폴리탄가극장에 등장하였으며 1960년에 <보리수 고두노프>의 타이틀 롤을 모스크바의 볼쇼이 가극장에서 불러 절찬을 받았다. 그는 폭넓고 풍부한 울림과 뛰어난 연기로 주목받았다.
1985년 3월 24일 64세의 나이로 뉴욕시에서 심장마비로 사망했다.